# Ilias Iliadis
Ilias Iliadis (griechisch Ηλίας Ηλιάδης, * 10. November 1986 in Achmeta, Georgische SSR) ist ein aus Georgien stammender griechischer Judoka, der ursprünglich Dschardschi Swiadauri hieß.
Sein größter Erfolg war 2004 der Sieg bei den Olympischen Sommerspielen in Athen mit erst 17 Jahren in der Gewichtsklasse bis 81 Kilogramm. Bereits im Vorfeld der Spiele hatte er den Europameistertitel in dieser Gewichtsklasse gewonnen.

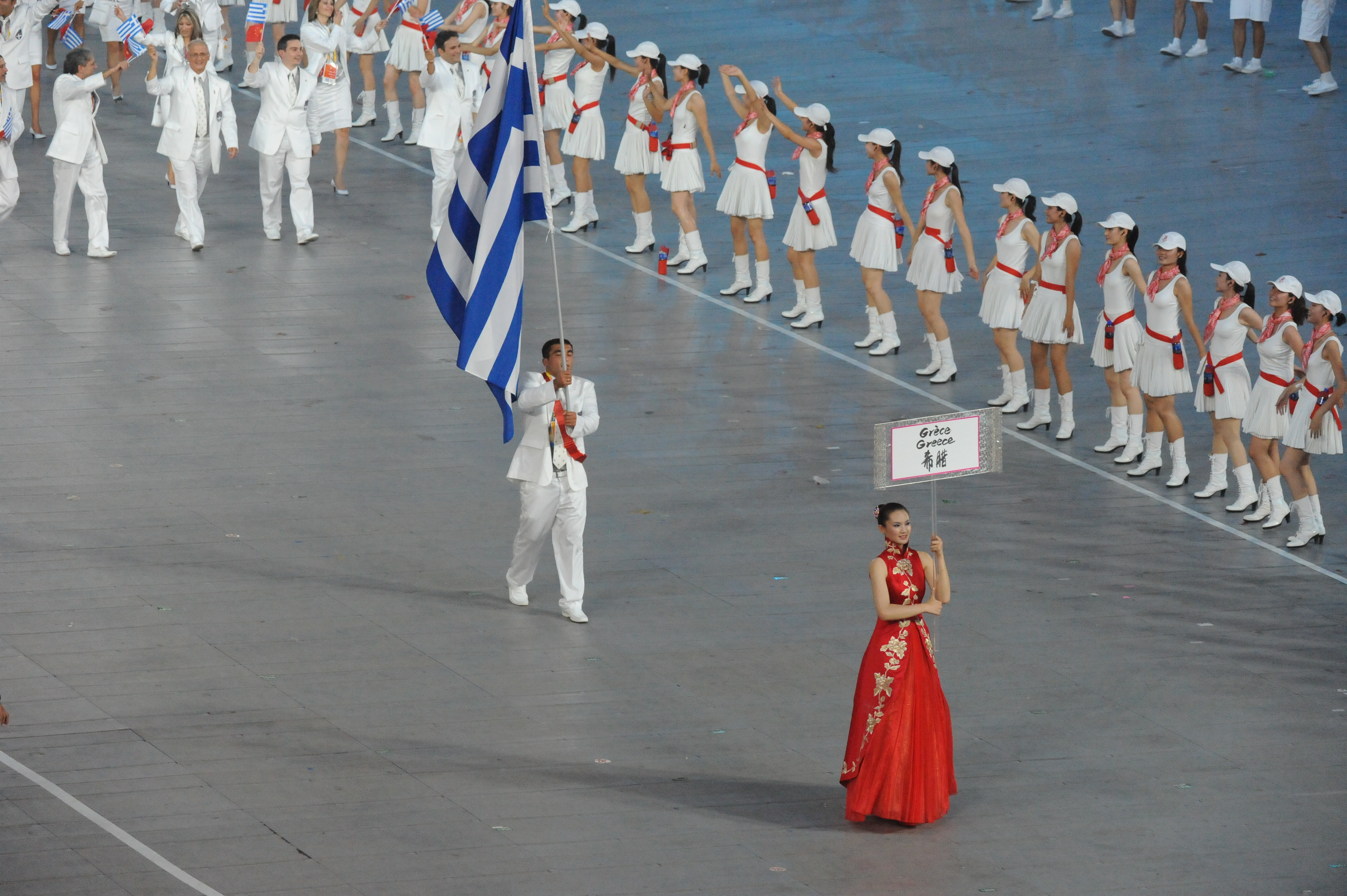
Ilias Iliadis als Fahnenträger bei den Olympischen Spielen 2008

Ab 2005 trat Iliadis in der 90-Kilogramm-Kategorie an. Bei den Judo-Weltmeisterschaften 2005 und 2007 erkämpfte er in dieser Gewichtsklasse jeweils die Silbermedaille. Bei den Judo-Weltmeisterschaften 2010 gewann er und verteidigte seinen Titel 2011 in Paris.
Bei den Olympischen Spielen 2012 in London gewann Iliadis die Bronzemedaille. 2013 sicherte er sich die Bronzemedaille bei den Weltmeisterschaften in Rio de Janeiro.
Bei den Weltmeisterschaften 2014 in Russland konnte Iliadis abermals die Goldmedaille gewinnen, nachdem er im Finale den Ungarn Krisztián Tóth schlug.
Von 2008 bis 2016 kämpfte er für das Team des TSV Abensberg. Er trug dazu bei, den niederbayerischen Verein zum deutschen Rekordmeister und 7-fachen Europacupsieger werden zu lassen.
Seit November 2019 ist Iliadis Cheftrainer der usbekischen Judo-Nationalmannschaft.